# Потаниха (Лухский район)
Потаниха — деревня в Лухском районе Ивановской области. Входит в состав Порздневского сельского поселения.

## География
Находится в восточной части Ивановской области на расстоянии приблизительно 10 км на северо-восток по прямой от районного центра поселка Лух.

## История
В 1907 году здесь (тогда деревня в составе Юрьевецкого уезда Костромской губернии) было учтено 19 дворов.

## Население
Постоянное население составляло 64 человека (1897 год), 80 (1907), 4 в 2002 году (русские 100 %), 2 в 2010.